# Miroslav Hrdlička
Miroslav Hrdlička (ur. 1984 w Zagrzebiu) – chorwacki polonista, wykładowca na Uniwersytecie w Zagrzebiu.

## Życiorys
Ukończył polonistykę, literaturę oraz filozofię na Wydziale Filologicznym Uniwersytetu w Zagrzebiu. Od 2012 w Katedrze Języka i Literatury Polskiej w ramach studiów licencjackich prowadzi kursy z historii literatury polskiej oraz z fleksji. Rozprawę doktorską pt. Kategorija povratnosti u hrvatskom i poljskom jeziku obronił w 2020. W latach 2014–2018 był współpracownikiem przy projekcie pt. Komparativnoslavističke lingvokulturalne teme prof. Nedy Pintarić. Uczestniczył w konferencjach naukowych m.in. w Bułgarii, w Chorwacji i w Polsce.

## Wybrane publikacje
- M. Hrdlička: Novogovor nakon pada totalitarnih sustava. W: Javni jezik kao poligon jezičnih eksperimenata. Red. B. Kryżan Stanojević. Zagreb: Srednja Europa, 2013, s. 117–127. ISBN 978-953-6979-92-9.
- M. Hrdlička, N. Pintarić, I. Vidović Bolt: Semantičko polje ružnoća/brzydota u hrvatskim i poljskim frazemima. W: Słowo, tekst, czas XII: frazeologia w idiolekcie i systemach języków słowiańskich. W 200. rocznicę urodzin Tarasa Szewczenki. T. 2. Red. M. Aleksiejko. H. Biłowus, M. Hordy, W. Mokijenko, H. Walter. Szczecin: Greifswald, 2014, s. 68–74. ISBN 978-83-7867-105-3.
- M. Hrdlička: Povratnost kao imenička kategorija: slučaj poljskih povratnih imenica. „Suvremena lingvistika” 2019, nr 45 (88), s. 159–177. ISSN 0586-0296.
- M. Hrdlička: Frazeologizmy z motywem piękna w językach chorwackim i polskim. W: Język, estetyka, sztuka. Red. D. Jastrzębska-Golonka, A. Rypel. Bydgoszcz: Bydgoskie Towarzystwo Naukowe, 2014, s. 95–103. ISBN 978-83-60775-40-0.
- M. Hrdlička: Izražavanje nesigurnosti u poljskom jeziku. W: Witkacy i drugi: zagrebački polonistički doprinosi. Red. D. Blažina, Đ. Čilić Škeljo. Zagreb: FF press, 2016, s. 285–296. ISBN 978-953-175-602-0.
- M. Hrdlička: Dvojina u poljskom jeziku. W: Život mora biti djelo duha. Red. Z. Kovačević, I. Vidović Bolt. Zagreb: Disput, 2017, s. 131–139. ISBN 978-953-260-280-7.
- M. Hrdlička, I. Vidović Bolt: Zašto poljski i hrvatski „glagolski pridjevi radni” nisu ekvivalentni? W: Komparativnoslavističke lingvokulturalne teme. Red. N. Pintarić, I. Čagalj, I. Vidović Bolt. Zagreb: Srednja Europa, 2019, s. 121–129. ISBN 978-953-8281-04-4.